# العلاقات الهندية البلغارية
العلاقات الهندية البلغارية هي العلاقات الثنائية التي تجمع بين الهند وبلغاريا.

## مقارنة بين البلدين
هذه مقارنة عامة ومرجعية للدولتين:
| وجه المقارنة                                              | الهند                       | بلغاريا                                                                             |
| --------------------------------------------------------- | --------------------------- | ----------------------------------------------------------------------------------- |
| المساحة (كم2)                                             | 3.29 مليون                  | 110.99 ألف                                                                          |
| عدد السكان (نسمة)                                         | 1.35 مليار                  | 7.08 مليون                                                                          |
| الكثافة السكانية (ن./كم²)                                 | 410.33                      | 63.79                                                                               |
| العاصمة                                                   | نيودلهي                     | صوفيا                                                                               |
| اللغة الرسمية                                             | اللغة الهندية، لغة إنجليزية | اللغة البلغارية                                                                     |
| العملة                                                    | روبية هندية                 | ليف بلغاري                                                                          |
| الناتج المحلي الإجمالي (بليون دولار)                      | 2.60 تريليون                | 56.83 مليار                                                                         |
| الناتج المحلي الإجمالي (تعادل القوة الشرائية) بليون دولار | 8.00 تريليون                | 130.99 مليار                                                                        |
| الناتج المحلي الإجمالي الاسمي للفرد دولار أمريكي          | 1.60 ألف                    | 8.03 ألف                                                                            |
| الناتج المحلي الإجمالي للفرد دولار أمريكي                 | 5.70 ألف                    | 17.21 ألف                                                                           |
| مؤشر التنمية البشرية                                      | 0.609                       | 0.782                                                                               |
| رمز المكالمات الدولي                                      | +91                         | +359                                                                                |
| رمز الإنترنت                                              | .in، .भारत ‏، .بھارت ‏،        | .bg، .бг ‏                                                                           |
| المنطقة الزمنية                                           | ت ع م+05:30، توقيت الهند    | ت ع م+02:00، ت ع م+03:00، أوروبا/صوفيا ‏، توقيت شرق أوروبا، توقيت شرق أوروبا الصيفي ‏ |

## منظمات دولية مشتركة
يشترك البلدان في عضوية مجموعة من المنظمات الدولية، منها:
| علم المنظمة | اسم المنظمة                        | تاريخ انضمام الهند | تاريخ انضمام بلغاريا |
| ----------- | ---------------------------------- | ------------------ | -------------------- |
|             | يونسكو                             | 4 نوفمبر 1946      | 17 مايو 1956         |
|             | الفريق المعني برصد الأرض           | ?                  | ?                    |
|             | مؤسسة التمويل الدولية              | 20 يوليو 1956      | 22 يوليو 1991        |
|             | منظمة حظر الأسلحة الكيميائية       | ?                  | ?                    |
|             | منظمة التجارة العالمية             | 1995               | 1 ديسمبر 1996        |
|             | نظام تحكم تكنولوجيا القذائف        | 2016               | 2004                 |
|             | وكالة ضمان الاستثمار متعدد الأطراف | 6 يناير 1994       | 23 سبتمبر 1992       |
|             | الاتحاد البريدي العالمي            | ?                  | ?                    |
|             | منظمة الشرطة الجنائية الدولية      | ?                  | ?                    |
|             | الأمم المتحدة                      | 30 أكتوبر 1945     | 14 ديسمبر 1955       |
|             | الاتحاد الدولي للاتصالات           | 1869               | 18 سبتمبر 1880       |
|             | البنك الدولي للإنشاء والتعمير      | 27 ديسمبر 1945     | 25 سبتمبر 1990       |

## وصلات خارجية
- موقع وزارة الخارجية الهندية
- موقع وزارة الخارجية البلغارية